# Nashville Superspeedway
Il Nashville Superspeedway è un circuito automobilistico tri-ovale che si trova a Lebanon, nel Tennessee (Stati Uniti). La pista, lunga 1,33 miglia (pari a 2,14 km) è di proprietà della Speedway Motorsports LLC (SMI) dal 2021, con Matt Greci alla sua guida come general manager. Il circuito è raggiungibile dalla Interstate 840 e dalla Tennessee State Route 452.
Attualmente il circuito ha una capacità di 25.000 posti, con la possibilità di aumentarla fino a 38.000 con delle tribune temporanee. Oltre alla pista principale, il complesso automobilistico consta anche di un percorso interno che si unisce all'ovale della lunghezza di 1,8 miglia (2,9 km), utilizzato per le gare su "roval". Inizialmente il progetto prevedeva anche la costruzione di una drag strip, di una short track e di una pista interna indipendente; tuttavia, queste opere non sono mai state realizzate.
Il progetto di costruzione di questo circuito è del 1997, elaborato dalla Dover Downs Entertainment (poi conosciuta con il nome di "Dover Motorsports"), per seguire il successo di pubblico delle competizioni di stock car degli anni '90 e con la speranza di riportare le NASCAR Cup Series nella regione di Nashville. La pista viene quindi costruita e inaugurata nel 2001 per ospitare gare della IndyCar e della serie cadetta NASCAR delle Busch Series (che poi sono diventate Xfinity Series). Tuttavia, un decennio più tardi, tutte le principali serie di competizioni sportive hanno abbandonato il circuito di Nashville a causa dei numeri non esaltanti di spettatori accorsi a vedere le loro corse. La pista è rimasta sostanzialmente in stato di abbandono per quasi un decennio. A sorpresa, nel 2020, la Dover Motorsports ha reso noto il ritorno delle gare nel tri-ovale di Nashville, questa volta con la serie regina della NASCAR, le Cup Series.

## Descrizione
Nella sua attuale conformazione, il tri-ovale del Nashville Superspeedway misura 1,33 miglia (pari a 2,14 km), con una pendenza nelle curve di 14°, di 9° nel rettilineo principale e di 6° nel secondo rettilineo. La IndyCar, a differenza della NASCAR, considera il tracciato di una lunghezza leggermente più lunga: 1,333 miglia (2,145 km).
Allo scopo di formare un "roval", all'interno della pista è costruito un circuito che si ricollega all'ovale principale. Questa pista è lunga 1,3 miglia (2,1 km) e ha ospitato le prime gare nel luglio 2001.
Il circuito è raggiungibile attraverso la Interstate 840 e la Tennessee State Route 452, costruita quest'ultima nel 2000 appositamente per migliorare i collegamenti stradali con la nuova pista. La capienza dichiarata dell'impianto è di 25.000 posti, con la possibilità di aumentare la capacità fino a 40.000 posti con delle tribune temporanee. Tuttavia, nel 2023, è stato anche dichiarata la cifra di 38.000 posti Durante gli anni d'oro del circuito, si sono registrate anche 50.000 presenze e nel 2001 è stata avanzata l'ipotesi di poterle aumentare fino a 150.000.

## Storia

### Il progetto e la costruzione
Negli anni '90 c'è una vera corsa per la costruzione di nuovi ovali per ospitare le gare della NASCAR, che stanno riscuotendo sempre più successo: lo scopo è quello di vedere nei nuovi ovali una gara delle Winston Cup Series, in grado di attrarre migliaia di appassionati e tifosi. Nel novembre 1997, una joint venture tra la Dover Downs Entertainment (poi conosciuta come "Dover Motorsports") e la Gaylord Entertainment (nota poi con il nome di "Ryman Hospitality Properties") annunciano il loro progetto di costruire un ovale da 50.000 posti nell'area metropolitana di Nashville, con un budget di 25-30 milioni di dollari: lo scopo, appunto, è quello di voler ospitare le Winston Cup Series nel nuovo circuito. Se fosse avvenuto, sarebbe stato un ritorno delle Cup Series nel Middle Tennessee, regione abbandonata dalla NASCAR fin dal 1984. Fin da subito il progetto viene considerato poco credibile a causa della ridotta capienza del nuovo ovale. Nelle prime fasi di progettazione della pista, nonostante avessero espresso il loro desiderio di costruirla nella contea di Davidson, in questa regione non riescono a trovare un terreno abbastanza grande per poterla realizzare, essendo necessari 1200 acri di terreno. Gli viene quindi suggerito di cercarlo fuori dai confini della contea. Successivamente, la joint venture dichiara che i 50.000 posti sono soltanto un progetto iniziale, dato che vi sono le possibilità di poter arrivare a 150.000, se non a 200.000 posti per il nuovo tracciato se vi fosse stato bisogno.

### Ritardi e proteste
Nel marzo 1998, nonostante ancora non fosse stata scelto il luogo di realizzazione del progetto, il costruttore Denis McGlynn dichiara pubblicamente di essere fiducioso che la nuova pista venga costruita per il 2000. Lo stesso Glynn, il mese successivo, si rende disponibile a far inserire nel progetto anche una drag strip per le competizioni della National Hot Rod Association (NHRA) e una pista interna per le competizioni delle IndyCar Series. Quando ancora il luogo di costruzione non è ancora noto, nel maggio 1998 il comitato che riunisce i costruttori della pista dichiara che la decisione finale sull'area interessata sarà resa pubblica entro tre/quattro settimane. Appena tre giorni dopo, alcuni articoli di giornale riportano la notizia che McGlynn abbia individuato quattro opzioni, ma che la scelta definitiva sarebbe caduta su due di esse: un'area nella contea di Rutherford ed un terreno nella contea di Wilson. Tuttavia, ancora nel luglio 1998, data in cui sarebbero dovuti iniziare i lavori per il progetto iniziale, non viene ancora resa nota la zona oggetto dei lavori e tutta l'operazione viene considerata sempre più improbabile. Tuttavia, nello stesso mese di luglio, il News Journal pubblica un articolo nel quale si rende noto che uno dei due terreni oggetto del progetto sarebbe stato individuato nella parte settentrionale della contea di Rutherford: si tratta di un terreno di 1600 acri di proprietà della Harding University; il secondo non sarebbe ancora noto. Verso la fine del mese la joint venture Dover Motorsports-Gaylord avvia le procedure per acquistare il terreno di 1600 acri e altri lotti di terreno confinanti più piccoli.
Sulla scelta del terreno nella contea di Rutherford si sollevano le critiche di numerosi proprietari terreni della zona, con alcuni di essi che dichiarano di non essere per nulla interessati a vendere il loro terreno alla Dover Downs Entertainment. Ad aumentare le difficoltà di realizzazione del progetto in quella contea si aggiungono le polemiche riguardo al possibile aumento del traffico stradale e dell'inquinamento acustico, tra l'altro senza avere ancora la certezza di poter ospitare una gara delle Cup Series nel nuovo circuito. Intanto la Dover Downs, nell'agosto 1998, annuncia di essere pronta ad imbarcarsi in un progetto ancora più grande, ovvero in quello di costruire la pista e un'adiacente zona di sviluppo industriale; il budget per la pista viene aumentato fino alla cifra di 125 milioni di dollari, dato l'acquisto del diritto di opzione su 2.600-2.700 acri di terreno. Nel mese di ottobre, tuttavia, la stessa Dover Downs decide di depositare non solo il progetto nella contea di Rutheford (che preferisce), ma anche un parallelo progetto edilizio alternativo su un terreno di 1600 acri nella confinante contea di Wilson; la Dover Downs, infatti, si vuole tutelare dall'ostilità di alcuni proprietari terreni della contea di Rutherford, che si rifiutano di cedere un'area complessiva di 230 acri alla joint venture per la realizzazione del tracciato. Nella metà di ottobre aumenta l'ostilità da parte dei residenti di quest'ultima contea per il progetto della Dover Downs, e i proprietari che resistono al volere della Dover Downs rimangono sulle loro posizioni. Il 20 ottobre 1998, infine, la stessa Dover Downs annuncia ufficialmente che il progetto definitivo sarà quello che interessa la confinante contea di Wilson, a causa delle resistenze incontrate in quella di Rutherford.
Dopo un periodo di due settimane in cui i funzionari della contea di Wilson hanno esaminato il progetto e valutato il progetto di variante al piano regolatore, il 7 novembre 1998 inizia la procedura di esame vero e proprio del progetto da parte della stessa contea: il progetto ora include non solo l'ovale, ma anche una drag strip, una pista interna, una pista in terra battuta e una short track. La votazione finale viene fissata al 21 dicembre 1998, dalla quale viene finalmente approvato in via definitiva il progetto, con 22 voti a favore e 3 voti contrari. L'approvazione del piano fa sorgere subito il timore di veder cadere in disgrazia il vicino Nashville Fairgrounds Speedway, che necessita di una completa ristrutturazione ma che è considerato un vero e proprio monumento di interesse storico per l'area metropolitana di Nashville. Nel febbraio 1999 il gruppo di pressione CRASH (County Residents Against Racetrack Havoc), che si oppone alla costruzione della pista, decide di intentare una causa legale contro la contea di Wilson accusando la stessa di aver violato le norme sull'urbanizzazione, minacciando in tal modo di ritardare i lavori.

### I lavori di costruzione
Nel marzo 1999, la General Assembly del Tennessee approva il piano di finanziamento da 15 milioni di dollari che la Sports Authority della contea di Wilson e il Tennessee Department of Transportation hanno concordato con la Dover Downs per la costruzione dell'infrastruttura stradale connessa alla pista da costruire. I continui ritardi accumulati, tuttavia, costringono i costruttori a rinviare la data di inaugurazione della pista al 2001. Nel maggio 1999 la stessa Dover Downs, che in quel momento a sua disposizione ha un budget di soli 47 milioni di dollari, dichiara pubblicamente che l'impatto economico positivo per l'area non sarà immediato. Tuttavia, nello stesso mese di maggio i costruttori dichiarano che al progetto si aggiunge anche un'area di 1000 acri che sarà dedicata ad opere di edilizia privata. Ma nel luglio arriva la dichiarazione ufficiale da parte della Gaylord Entertainment di volersi ritirare definitivamente dalla joint venture con la Dover Downs, che però insiste nel voler continuare la costruzione della pista; viene fissata la data del 12 agosto e poi del 26 agosto per l'inizio ufficiale dei lavori. Il 25 agosto 1999 la Dover Downs annuncia che la nuova pista avrà il nome di "Nashville Superspeedway".
I lavori iniziano come da programma. Tuttavia, appena tre giorni dopo, il gruppo di pressione CRASH annuncia di aver aggiunto altre istanze alla propria causa proposta di fronte alla corte della contea di Wilson, accusando la Dover Downs e la contea di non aver rispettato le richieste in quell'occasione avanzate. E dopo ancora tre giorni dopo viene reso noto il rapporto del Tennessee Department of Environment and Conservation, nel quale si dichiara che la costruzione del complesso di 3100 acri complessivi potrebbe seriamente mettere in pericolo la Echinacea tennesseensis, un fiore diffuso nelle radure calcaree del Middle Tennessee a rischio di estinzione. La pubblicazione del rapporto viene colta immediatamente dal CRASH, che accusa la Dover Downs anche di danno ambientale; a questa accusa rispondono i sostenitori del progetto, i quali dichiarano che il gruppo di pressione non si era minimamente interessato alle conseguenze sull'ambiente prima della pubblicazione del rapporto. Nel gennaio 2000 arriva l'annuncio della NASCAR che la All-American 400, appartenente alle Busch Series (le attuali NASCAR Xfinity Series) si sarebbe spostata nel nuovo circuito a discapito dello storico Fairgrounds. Intanto i lavori di costruzione procedono e viene annunciata l'apertura del nuovo circuito per l'aprile del 2001. Nel frattempo c'è un cambio al vertice della pista: Cliff Hawks, executive director del circuito di Fairgrounds, diventa general manager del nuovo circuito (sostituendo Joe Ernest).
Con l'aggiunta di nuove gare delle Cup Series nei nuovi circuiti del Chicagoland Speedway e del Kansas Speedway, in un calendario già piuttosto affollato di gare, le speranze di poter ospitare una gara della serie più prestigiosa della NASCAR nel nuovo circuito sembrano essere ridotte, nonostante le dichiarazioni in senso contrario di McGlynn. Nel mese di giugno avvengono in successione diversi eventi che accelerano il tutto: iniziano i lavori di costruzione del tracciato ovale, la Indy Racing League annuncia ufficialmente l'arrivo sul nuovo circuito con una sua gara e viene annunciato il nuovo logo del Nashville Superspeedway. Il mese successivo la NHRA annuncia di voler correre sul nuovo tracciato, mentre ancora la NASCAR non si pronuncia sul possibile arrivo delle Cup Series. Nel novembre 2000 viene conclusa la pavimentazione in cemento del tracciato e nello stesso mese inizia la prevendita dei biglietti per gli eventi già ufficialmente in programma sul nuovo tracciato. Nel successivo mese di gennaio del 2001 viene dichiarata la volontà di aggiungere alle 24 suite esclusive per le numerose richieste ricevute nella prevendita e la stessa pista viene conclusa in febbraio. I primi test vengono svolti nel mese di marzo dai piloti Tim Steele e Shawna Robinson, che rimangono positivamente colpiti dal nuovo tracciato. Nello stesso mese, intanto, la contea di Wilson approva definitivamente le varianti proposte dalla Dover Downs al piano urbanistico, di fatto annullando le azioni legali intentate dal gruppo CRASH. Tuttavia, fino a questo punto di molte delle opere progettate non sono ancora state nemmeno iniziate le operazioni di costruzione e la speranza di vedere un evento importante come una gara di Cup Series viene messo in dubbio. Alla fine della costruzione della pista, la Dover Downs ha speso 125 milioni di dollari soltanto nella fase iniziale del suo progetto.

### I primi anni

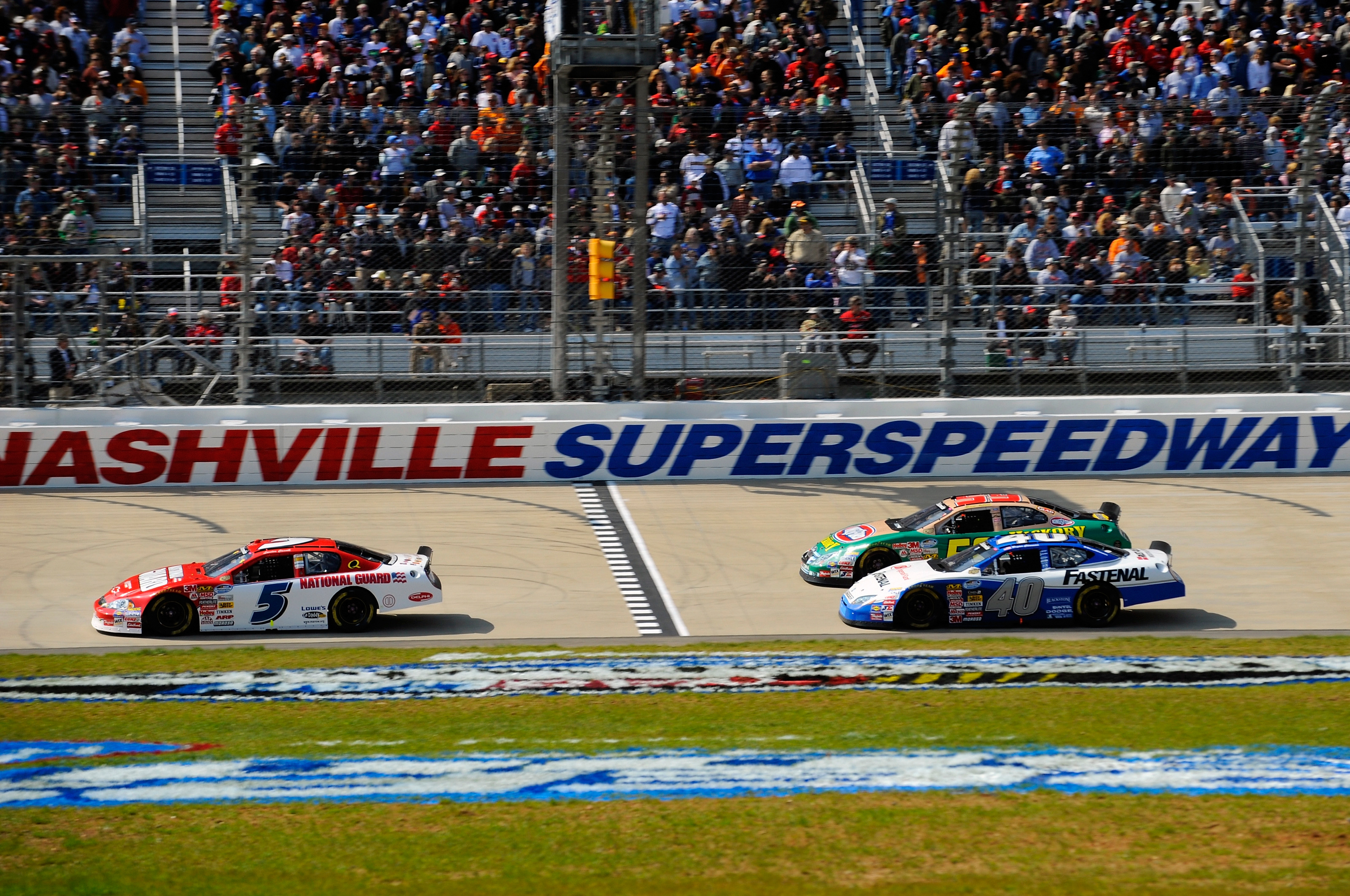
Una gara delle NASCAR Nationwide Series (le attuali Xfinity Series) del 2008 corsa nella pista di Nashville.

La pista apre ufficialmente i suoi battenti il 7 aprile 2001 per far conoscere al pubblico il nuovo tracciato. Dopo una polemica riguardo al mancato pagamento degli elettricisti durante le fasi di costruzione, la pista viene ufficialmente aperta a piloti e scuderie per le prime gare ufficiali. Alcuni piloti delle Busch Series esprimono un parere negativo (come Todd Bodine e Bobby Hamilton), dichiarandosi preoccupati per una eccessiva mancanza di grip della pista; altri (come Kevin Harvick) si dicono invece fiduciosi che con il passare del tempo la pista ne avrà sempre di più. Le prime due gare ufficiali si tengono il 13 e 14 aprile: il 13 aprile Ken Schrader si aggiudica la gara delle ARCA Re/Max Series, mentre è Greg Biffle a vincere quella delle NASCAR Busch Series. Dopo le critiche mosse alla mancanza di grip della pista, McGlynn decide di rifare da nuovo la parte di tracciato compresa tra curva 1 e curva 2. Il 21 luglio 2001 è la data dell'esordio della IndyCar nel nuovo circuito, con la gara vinta da Buddy Lazier. Entrambi i weekend di gara non sono comunque un successo di pubblico. Sei giorni dopo l'evento della IndyCar, la NASCAR annuncia una seconda gara delle Busch Series a partire dalla stagione 2002. Intanto, nel mese di agosto arrivano le Truck Series con la loro prima competizione sul circuito.
Nell'ottobre 2009, come conseguenza della chiusura del Memphis Motorsports Park decisa dalla Dover Motorsports (nuovo nome assunto dalla Dover Downs Entertainment), la stessa società proprietaria del circuito annuncia che la gara di Memphis delle Truck Series verrà spostata nel nuovo impianto di Nashville, portando a due i weekend di gara di questa serie nel nuovo circuito. Nel 2011 il Nashville Motorspeedway acquista notorietà grazie al video virale di un pastore battista che, prima di una gara sulla pista, si esercita in un'invocazione eccentrica in cui ringrazia la sua famiglia e la NASCAR. Il pastore viene da una parte criticato da ESPN, mentre Bleacher Report ne loda il fine.

### La caduta in rovina e l'abbandono del circuito
Il 2011 una serie di eventi negativi colpisce il circuito. La pista accumula 21 milioni di dollari in debiti obbligazionari, contratti nel 1999 per costruire la rete fognaria e l'allaccio all'acquedotto per il circuito, il pubblico non accorre in massa agli eventi organizzati nella pista e il contemporaneo arrivo delle Cup Series nel Kentucky Speedway di fatto mettono la parola fine alle speranze riguardo all'arrivo della massima competizione NASCAR nel tracciato di Nashville, il vero obiettivo della Dover Motorsports per cui ha costruito la pista. Arriva dunque la decisione della stessa società di voler chiudere la pista a partire dalla stagione 2012, senza aver completato nessuna opera progettata a parte il tri-ovale. Nonostante sembra probabile il ritorno delle IndyCar Series nel circuito nel 2013, ciò non avviene neanche nel 2014. Gary Camp, portavoce della Dover Motorsports, nel marzo 2014 dichiara che le uniche attività motoristiche possibili sul circuito sono solo di test di vetture da competizione.

### La tentata vendita del circuito allaNeXovation
Il 30 maggio 2014 la Dover Motorsports annuncia di aver concluso un accordo di massima per la vendita del circuito alla NeXovation Company di Nashville, per un valore di 45,8 milioni di dollari, con quest'ultima che si dichiara disponibile a rinnovare le strutture dell'impianto motoristico. Larry Woody, giornalista del The Tennessean, sostiene che il CEO della NeXovation, Robert Sexton, ha tutta l'intenzione di realizzare il progetto originario della pista, oppure di convertire il tracciato in una pista esclusivamente dedicata al testing. Lo stesso Sexton dichiara successivamente di voler rimettere in piedi la pista nel giro di un anno e di volervi ospitare non solo eventi motoristici, ma anche manifestazioni di carattere tecnologico. Tuttavia, la conclusione definitiva della vendita viene rimandata diverse volte. Nel settembre 2014 viene concordato un rinvio per consentire alla NeXovation un'ispezione delle strutture esistenti. Nel marzo 2015, quest'ultima paga una penale di 400.000 dollari per ottenere un nuovo rinvio. Il The Tennessean pubblica quindi un articolo nel quale elenca le sette occasioni in cui la NeXovation ha ottenuto un rinvio della data di acquisto definitivo del Nashville Superspeedway, ponendo il dubbio sulla veridicità della società acquirente di rinnovare l'impianto motoristico caduto in disgrazia. Nel luglio 2015 la NeXovation annuncia di non voler più acquistare la pista e nel mese di agosto la Dover Motorsports dichiara di rimetterla ufficialmente in vendita.

### La vendita in parte alla Panattoni Corp.
Un anno dopo, il 25 agosto 2016, la Dover Motorsports annuncia di aver chiuso un nuovo accordo di vendita; in questa occasione il compratore del tracciato è la Panattoni Corporation, un'azienda californiana di costruzioni, che si impegna a pagare una somma di 44,7 milioni di dollari. La Panattoni conferma la notizia e annuncia che la sua intenzione è quella di riprogettare tutta l'area della pista per farne un hub logistico, mantenendo comunque per il momento la proprietà sul tracciato. Tuttavia, verso la fine del 2017 la Panattoni si impegna ad acquistare in più fasi il terreno dalla Dover Motorsports. Nel marzo 2018 viene concordato l'acquisto di una prima porzione di 147 acri per 5,1 milioni di dollari, con la volontà da parte della Panattoni di costruirvi una zona di sviluppo industriale. Nel 2019 è la volta dell'acquisto di altri 132 acri per 6,37 milioni di dollari. Intanto, la Panattoni ha avviato e concluso i lavori della zona industriale, che viene inaugurata con il nome di "Speedway Industrial Park". La Panattoni, tuttavia, dichiara pubblicamente e a più riprese che la sua volontà non è quella di far tornare le gare automobilistiche nel circuito da essa acquistato. Nel dicembre 2019 si parla di un possibile acquisto del solo tracciato da parte del CEO della Speedway Motorsports, Marcus Smith, che però non si sarebbe deciso per definire un accordo, perché direttosi successivamente all'acquisto della Nashville Fairgrounds Speedway.

### La rinascita del tracciato e la cessione alla Speedway Motorsports

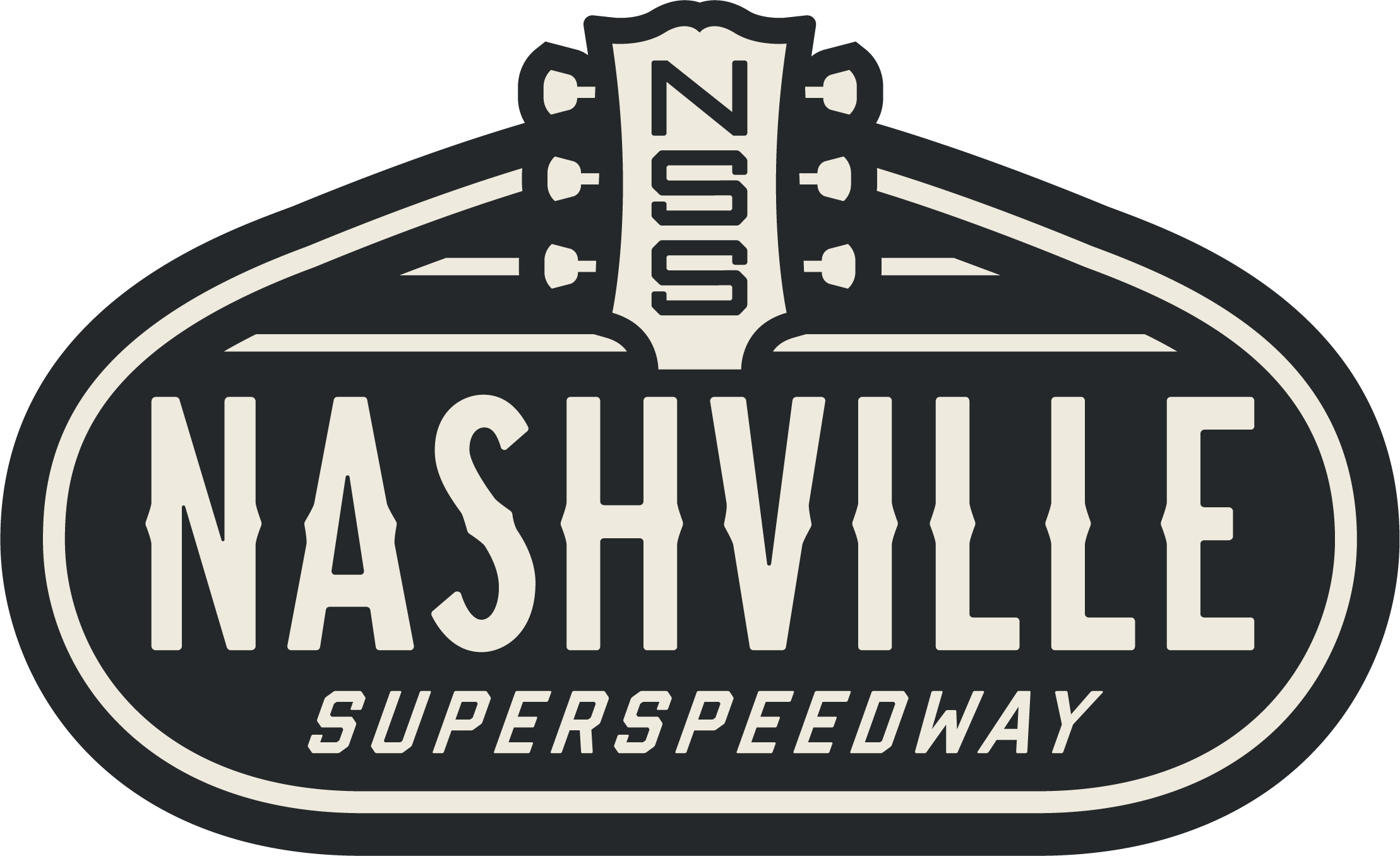
Il nuovo logo della pista.

Agli inizi del 2020, alcuni piloti delle Cup Series come Clint Bowyer e Chase Elliott si espongono pubblicamente a favore del ritorno della massima competizione NASCAR nell'area di Nashville; tuttavia, fanno riferimento all'altra pista della regione, la più storica e tradizionale Nashville Fairgrounds Speedway, oltretutto più vicina alla città. Nel giugno 2020 arriva l'annuncio improvviso della Dover Motorsports di far arrivare in futuro delle gare delle Cup Series nel circuito a partire dall'anno successivo, in tal modo ufficializzando la sua riapertura. L'annuncio coglie di sorpresa i media locali, considerando non solo i necessari lavori di ristrutturazione dell'impianto (di cui si stima la durata in un anno), ma anche la sua lontananza dalla città di Nashville rispetto alla pista di Fairgrounds. Tuttavia, grazie ad una procedura più semplificata per far ritornare le corse nell'impianto più recente del Nashville Superspeedway, la Dover Motorsports decide di continuare sulla sua strada. McGlynn dichiara che le operazioni di rinnovamento del circuito sarebbero costate tra gli 8 e i 10 milioni di dollari. Dopo una prima ispezione avvenuta ad agosto, nel quale la pista sembra essere in buono stato, la Dover Motorsports affida la direzione della pista ad Erik Moses. Nel novembre 2020 la pista è di nuovo in grado di ospitare eventi di una certa rilevanza numerica e si guadagna il tanto atteso consenso della NASCAR all'arrivo di gare delle Cup Series nel 2021. Dopo un rebranding della pista nel dicembre 2020, la prima gara di Cup Series disputata sul tracciato avviene il 20 giugno 2021, che vede la vittoria di Kyle Larson.
Alla fine del 2021 la Dover Motorsports cede la proprietà della pista alla Speedway Motorsports per la somma di 131,5 milioni di dollari. Un anno dopo, nel novembre 2022, Erik Moses lascia la presidenza del circuito per assumere il ruolo di CEO del Fiesta Bowl. A sostituirlo la nuova proprietà nomina Matt Greci, che in precedenza era vice presidente del settore eventi del circuito. Nel 2023, durante la disputa della Ally 400 valevole per le Cup Series, Ryan Blaney colpisce la barriera interna del tracciato e solleva forti critiche nei confronti della sicurezza della pista. La barriera interna, infatti, non è costruita con la barriera SAFER, una tecnologia notevolmente diffusa dopo l'incidente mortale di Dale Earnhardt nella Daytona 500 del 2001. Blaney dichiara che l'incidente è stato il più pericoloso della sua vita, chiedendo esplicitamente che venga implementata la SAFER anche nel Nashville Superspeedway. L'incidente di Blaney non solo solleva critiche sulla sicurezza della pista (anche da parte del vice presidente delle competizioni NASCAR, Elton Sawyer), ma anche su quella delle nuove Next Gen utilizzate dalla NASCAR, introdotte a partire dalla stagione 2022 ma che già hanno visto diversi infortuni tra i piloti ad appena un anno dalla loro implementazione.

## Competizioni

### Corse attualmente ospitate
- NASCAR Cup Series
  - Ally 400
- NASCAR Xfinity Series
  - Tennessee Lottery 250
- NASCAR Craftsman Truck Series
  - Rackley Roofing 200
- IndyCar Series
  - Big Machine Music City Grand Prix

## Record

### Gara
- NASCAR Cup Series:  Kevin Harvick - 29.856 secondi (2022)
- NASCAR Xfinity Series:  A. J. Allmendinger - 31.214 secondi (2022)
- NASCAR Craftsman Truck Series:  Nick Sanchez - 30.351 secondi (2023)
- IndyCar Series:  Sam Hornish Jr. - 22.9685 secondi (2003)